# Морозюк В'ячеслав Юрійович
В'ячесла́в Ю́рійович Морозю́к (1994—2014) — солдат Збройних сил України, учасник російсько-української війни.

## Військовий шлях
Народився 1994 року в місті Дніпропетровськ.
Далекомірник, 25-а окрема повітряно-десантна бригада.
5 серпня 2014 року близько 4-ї години ранку при виконанні бойового завдання поблизу Орлово-Іванівки підрозділ бригади потрапив у засідку терористів, внаслідок обстрілів з танків Віктор Мельников загинув. Тоді ж загинули від прямого влучення снаряду у бойову машину 2С9 «Нона» (бортовий номер «915») старший лейтенант Руднєв Андрій Володимирович, старший солдат Мельников Віктор Валерійович, молодщий сержант Русєв Сергій В'ячеславович, старший солдат Міщенко Максим Юрійович, солдат Лащенко Артем Сергійович та старший солдат Лащенко Максим Сергійович.
Удома залишилися батьки, сестри та брат.
Похований в місті Дніпропетровськ, Краснопільське кладовище.

## Нагороди та вшанування
- 14 листопада 2014 року за особисту мужність і героїзм, виявлені у захисті державного суверенітету та територіальної цілісності України, вірність військовій присязі під час російсько-української війни, відзначений — нагороджений орденом «За мужність III ступеня» (посмертно).
- його портрет розміщений на меморіалі «Стіна пам'яті полеглих за Україну» у Києві: секція 2, ряд 5, місце 16.
- Вшановується в меморіальному комплексі «Зала пам'яті», в щоденному ранковому церемоніалі 5 серпня[1][2]